# Rue Pierre-Brunière
La rue Pierre-Brunière (en occitan : carrièra Pèire Brenèri) est une voie de Toulouse, chef-lieu de la région Occitanie, dans le Midi de la France.

## Situation et accès

### Description
La rue Pierre-Brunière est une voie publique. Elle se situe au cœur du quartier des Carmes.
Large de 10 mètres à son origine, elle naît perpendiculairement aux rues de la Fonderie et de la Dalbade. Suivant un parcours presque rectiligne, elle donne naissance à la rue Saint-Rémésy avant de se rétrécir, pour n'avoir plus que 4 mètres de large, puis se termine au croisement de la rue Pharaon.
La chaussée compte une seule voie de circulation automobile en sens unique, de la rue Pharaon vers la rue de la Fonderie. Elle appartient à une zone de rencontre et la vitesse y est limitée à 20 km/h. Il n'existe pas de bande, ni de piste cyclable, quoiqu'elle soit à double-sens cyclable.

### Voies rencontrées
La rue Pierre-Brunière rencontre les voies suivantes, dans l'ordre des numéros croissants (« g » indique que la rue se situe à gauche, « d » à droite) :
1. Rue de la Fonderie (d)
2. Rue de la Dalbade (g)
3. Rue Saint-Rémésy (g)
4. Rue Pharaon

## Odonymie

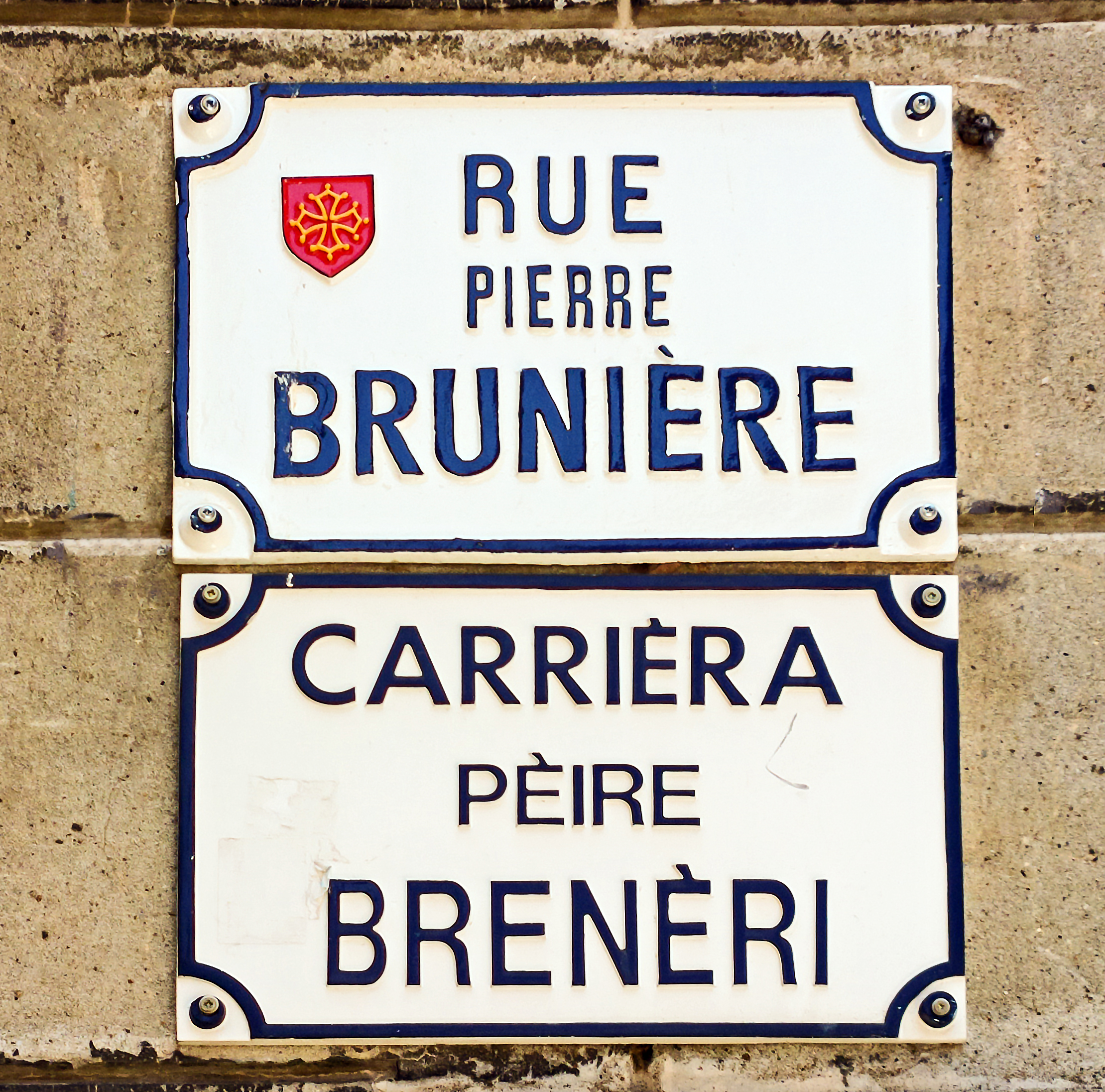
Plaques de rue en français et en occitan.

L'origine du nom de la rue Pierre-Brunière n'est pas tout à fait claire. Les mentions les plus anciennes la désignent en latin médiéval comme la carraria petra breneria (XIVe – XVe siècle). Il s'agit peut-être de l'altération du nom d'un certain Pierre de Bruyères, qui serait l'ancêtre d'un autre Pierre de Bruyères, conseiller au parlement de Toulouse à la fin du XVe siècle et qui possédait presque toutes les maisons du côté sud de la rue. Une autre hypothèse avance l'existence d'une pierre dite « brenière », en rapport avec des marchands de son (bren en occitan).
Au Moyen Âge, la rue porta, dès la fin du XVe siècle au moins, le nom de Pierre-Brunière. Elle porta également le nom, mais seulement dans la première moitié du XVIe siècle, de Lombrail, d'un Jean de Lombrail, riche marchand et capitoul en 1596-1597, qui possédait la maison à l'angle de la rue Pharaon (actuel no 13 de cette rue),. En 1794, pendant la Révolution française, la rue fut quelque temps désignée comme la rue du Canon, parce que la fonderie de canons avait été installée la même année dans la rue voisine, dans l'ancien couvent des Clarisses (actuel Institut catholique, no 29-31 rue de la Fonderie).

## Histoire

### Moyen Âge et période moderne
Au Moyen Âge, la rue Pierre-Brunière dépend du capitoulat de la Dalbade. La rue est principalement habitée par des hommes de loi, des procureurs, des conseillers au parlement, attirés par la proximité de ce parlement (emplacement de l'actuel Palais de justice). Après le Grand incendie du 7 mai 1463, qui détruit une grande partie du quartier, les maisons à pans de bois cèdent progressivement la place aux bâtiments en brique. Certains propriétaires en profitent pour réunir de vastes emprises foncières. En 1478, le conseiller au parlement Pierre de Bruyère possède presque l'ensemble du moulon au sud de la rue (actuel no 8). Sa maison, aux siècles suivants, est vendue successivement à divers capitouls et conseillers au parlement. Au début du XVIe siècle, c'est Jacques de Rivière, seigneur de Tournefeuille et conseiller au parlement, issu d'une importante famille toulousaine, qui fait bâtir, à l'emplacement de dix petites maisons, un hôtel particulier à l'angle de la rue du Temple (actuelle rue de la Dalbade). Profitant de l'emplacement de l'hôtel de Rivière, les héritiers de Jacques de Rivière louent les bâtiments où s'installe une auberge à l'enseigne de Notre-Dame.

### Époque contemporaine
Les transformations interviennent principalement dans la première moitié du XXe siècle, avec la destruction de toutes les maisons du côté nord de la rue Pierre-Brunière entre les rues de la Fonderie et Saint-Rémésy. En effet, la municipalité socialiste d'Étienne Billières souhaite engager l'assainissement des quartiers du centre de la ville par la rénovation de l'habitat et la construction de services publics. Elle décide d'abord l'élargissement de la rue à 10 mètres, mais aussi l'agrandissement de l'école élémentaire Fabre, trop à l'étroit dans ses locaux de la rue Saint-Jean (actuel no 9). C'est pourquoi elle proteste contre l'inscription de l'hôtel de Rivière aux monuments historiques en 1933, et décide d'engager les travaux après le rachat du bâtiment en 1938 : il est prévu, le temps des travaux, de démolir la tour de l'ancien hôtel, avant de la remonter. C'est l'architecte en chef de la ville, Jean Montariol, qui est chargé de la construction de l'extension de l'école. Le projet est repoussé, grâce à la campagne de presse des Toulousains de Toulouse, qui entendent préserver un des hôtels particuliers les plus intéressants de la ville. Finalement, le projet est repris au lendemain de la Libération par la municipalité socialiste de Raymond Badiou en 1945, qui décide de confier aux Beaux-arts la reconstruction, sur un autre site, de la tour : elle est donc démolie en 1946.

## Patrimoine et lieux d'intérêt

### Immeubles
- no  2 : immeuble (XVIIIe siècle)[10].
- no  6 : immeuble (XVIIIe siècle)[11].